# Mitsubishi B5M
Chiếc Mitsubishi B5M là một kiểu máy bay cường kích đặt căn cứ trên đất liền của Hải quân Đế quốc Nhật Bản, được phe Đồng Minh đặt tên mã là Mabel (cũng được biết đến dưới tên gọi "Kate 61"). Tên chính thức của Hải quân Nhật là Máy bay ném bom tấn công trên tàu sân bay Loại 97 Số 2 (九七式二号艦上攻撃機). "Số 2" là nhằm phân biệt nó với chiếc Nakajima B5N, vốn được gọi là Loại 97 Số 1.
Nó được thiết kế nhằm đáp ứng một yêu cầu về một kiểu máy bay ném bom mới để hoạt động trên các tàu sân bay của Hải quân Nhật vào năm 1935. Chiếc máy bay sẽ có một đội bay ba người, cánh xếp được để chứa trên sàn đáp, một tốc độ không ít hơn 200 dặm mỗi giờ, khả năng bay trên không ít nhất được 7 giờ và mang được ít nhất 800 kg bom, một đòi hỏi khá cao cho một máy bay một động cơ vào giữa những năm 1930. Nó được dự trù như là một kiểu thiết kế dự phòng cho chiếc máy bay ném bom-ngư lôi Nakajima B5N "Kate". Trong việc thiết kế và chế tạo chiếc B5M1, người Nhật đã sử dụng một lượng lớn các thông tin hữu ích từ chiếc máy bay ném bom Northrop A5 do Mỹ chế tạo mà họ đã mua, mang về Nhật tháo tung ra và nghiên cứu. Chiếc máy bay do Mitsubishi chế tạo bay chuyến bay đầu tiên vào năm 1937, và là một chiếc máy bay toàn kim loại cánh đơn gắn thấp, bộ càng đáp cố định với tấm chắn bùn bánh đáp to. Đội bay gồm ba người ngồi trong một khoang buồng lái kéo dài dọc thân.
Chiếc B5M1 bắt đầu được trang bị cho những đơn vị Hải quân Nhật Bản từ cuối năm 1937, nhưng tính năng bay của chúng không thể so bằng các máy bay ném bom hoạt động trên tàu sân bay khác của Nhật. Tính năng bay của chiếc B5M1 được xem là tạm thời và chỉ có 145 chiếc được chế tạo. Cho dù chúng nguyên được thiết kế để hoạt động trên các tàu sân bay, đa số được sử dụng trong những tháng đầu tiên của Thế Chiến II hoạt động từ các căn cứ trên đất liền tại Đông Nam Á và Trung Quốc, nơi chỉ bị đối đầu bởi những lực lượng không quân đối phương yếu kém. Những chiếc máy bay này kết thúc vai trò của chúng như là máy bay huấn luyện, mục tiêu giả và máy bay ném bom tự sát.

## Các phiên bản
- B5M1: Máy bay cường kích ba chỗ ngồi của Hải quân Đế quốc Nhật Bản.

## Các nước sử dụng
Nhật Bản
- Hải quân Đế quốc Nhật Bản

## Đặc điểm kỹ thuật (Mitsubishi B5M1)

### Đặc tính chung
- Đội bay: 03 người
- Chiều dài: 10,23 m (33 feet 9 in)
- Sải cánh: 15,3 m (50 feet 2 in)
- Chiều cao: 4,32 m (14 feet 2 in)
- Diện tích bề mặt cánh: 37,95 m² (408,5 ft²)
- Trọng lượng cất cánh tối đa: 4.000 kg (8.819 lb)
- Động cơ: 1 x động cơ Mitsubishi Kinsei 43, công suất 1.000 mã lực (746 kW)

### Đặc tính bay
- Tốc độ lớn nhất: 379 km/h (203 mph)
- Tầm bay tối đa: 2.350 km (1.460 mi)
- Trần bay: 8.260 m (27.100 ft)

### Vũ khí
- 2 x súng máy 7,7 mm (0,303 in) gắn cố định trên cánh bắn ra trước
- 1 x súng máy Kiểu 89 7,7 mm (0,303 in) gắn di động trên buồng lái sau
- 3 x pháo Hispano-Suiza 20 mm
- 771 kg (1.700 lb) bom mang bên ngoài

## Nội dung liên quan

### Máy bay tương tự
Nakajima B5N

### Trình tự thiết kế
B5M – B5N

### Danh sách liên quan
- Danh sách máy bay chiến đấu
- Danh sách máy bay quân sự Nhật Bản
- Danh sách máy bay quân sự giữa hai cuộc chiến tranh thế giới
- Danh sách máy bay trong Chiến tranh Thế giới II
- Danh sách máy bay ném bom